# Universidade de Yamaguchi
A Universidade de Yamaguchi é uma universidade pública, cuja reitoria localiza-se na cidade de Yamaguchi, capital da província de Yamaguchi, no Japão, com campus também na cidade de Ube. A origem da universidade foi o Yamaguchi Auditorium, uma escola particular fundada por Houyou Ueda em 1815.